# Ácido abscísico
El ácido abscísico (abreviado como ABA) es una fitohormona con importantes funciones dentro de la fisiología de la planta. Participa en procesos del desarrollo y crecimiento así como en la respuesta adaptativa a estrés tanto de tipo biótico como abiótico. Fue descubierta a principios de la década de los 60, cuando se halló su implicación en el control de la dormición de la semilla y la abscisión de órganos. Hoy en día se sabe que en realidad es el etileno la hormona que principalmente interviene en la abscisión de órganos, y que la abscisión de órganos inducida por ABA observada en frutos de algodón es debida a la capacidad del ABA para inducir la síntesis de etileno.

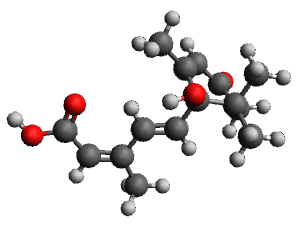
Modelo 3D

## Estructura química

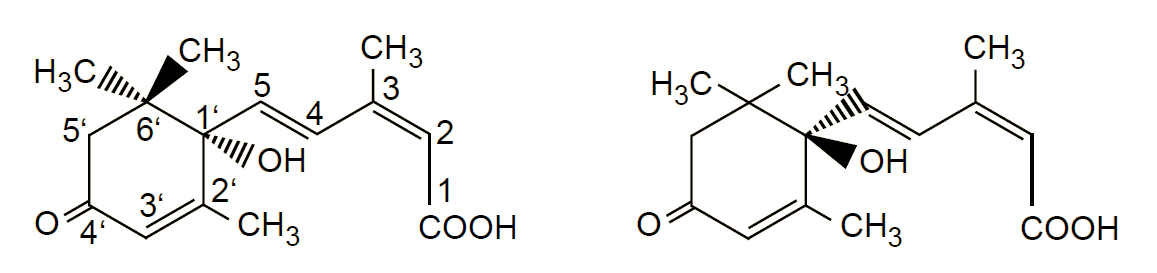
La molécula de ABA posee un carbono asimétrico (C1') que da lugar a dos posibles enantiómeros, el S o + (izquierda) y el R o – (derecha). Además, el doble enlace que precede al grupo carboxilo puede estar en configuración cis o trans posibilitando isomería cis-trans.

El ABA es un sesquiterpenoide de 15 átomos de carbono (C15 H20O4). El C1' es un carbono anomérico que da lugar a la existencia de dos enantiómeros (S o + y R o -). La forma S es la que está presente en la naturaleza. En muchos procesos fisiológicos, la forma R es débilmente activa, mientras que en otros, la forma R no natural presente una actividad comparable con la forma S. Su nombre sistemático es (S)-5-(1-hidroxi-2,9,6-trimetil-4-oxo-1-ciclohexil)-3-metil-cis, trans-penta-2,4-dienoico.
La cadena lateral de la molécula de ABA contiene dos dobles enlaces conjugados hacia el extremo carboxílico. El más alejado del grupo funcional está en conformación trans, mientras que el más lejano está en configuración cis. La orientación del grupo carboxilo del C2 da lugar por consiguiente a la existencia de isomería cis-trans. Casi todo el ABA presente en la naturaleza es la forma cis y por convención el nombre de ABA se trata de este isómero.
El grupo carboxílico otorga también carácter ácido a la molécula de ABA. Es por tanto un ácido débil con un valor de pKa de 4,7. A este valor de pH, la forma protonada ABA-H se encuentra en la misma concentración que la forma iónica cargada. La forma protonada es capaz de transportarse a través de las membranas biológicas, no así la forma iónica cargada. No obstante a pH fisiológico de 7,7, la forma aniónica cargada es la predominante existiendo en una concentración de más de 1000 veces superior a la forma protonada. Dado que esta forma del ABA no puede atravesar las membranas, se hace necesario un sistema de transporte que permita al ABA su translocación entre células.

## Biosíntesis

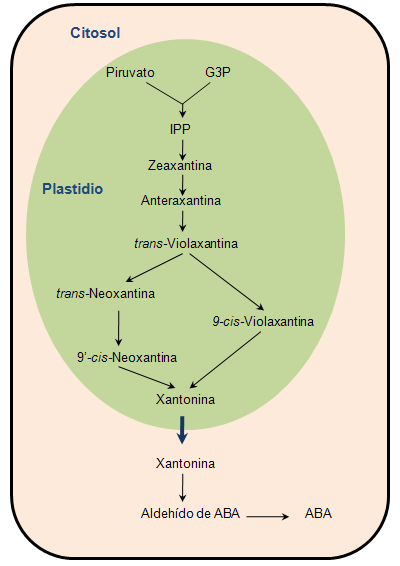
Ruta de biosíntesis de la fitohormona ácido abscísico (ABA) La biosíntesis de ABA tiene lugar principalmente en los plastidios de las células vegetales, pero los pasos finales se llevan a cabo en el citosol. IPP: Isopentenil pirofosfato. G3P: gliceraldehido-3-fosfato.

El ABA se sintetiza principalmente en los plastidios de tejidos vasculares. Las etapas finales de su síntesis tienen lugar en el citosol de la célula. El ABA deriva en esencia de un compuesto de 5 C denominado isopentenil pirofosfato (o pirofosfato de isopentenilo), que procede a su vez de la condensación de una molécula de piruvato y otra de gliceraldehído-3-fosfato que sucede en los plastidios. El isopentenil pirofosfato continúa por la ruta del 2C-metil-D-eritritol-4-fosfato (MEP) o ruta independiente de mevalonato hasta la formación de un compuesto intermediario denominado zeaxantina de C40. La zeaxantina se escinde en unidades más pequeñas para dar lugar a violaxantina con anteraxantina como compuesto intermediario. Estos pasos son catalizados por una zeaxantina epoxidasa. Se forman a continuación isómeros de este compuesto como es la cis-violaxantina y también un compuesto nuevo, la neoxantina y un isómero de éste. Presumiblemente estos pasos involucren la acción de una neoxantina sintasa y una isomerasa. Los compuestos 9'-cis-neoxantina y 9-cis-violaxantina (9-cis-epoxicarotenoides) por acción de un 9-cis-epoxicarotenoide dioxigenasa (NCED) dan lugar a xantonina, de 15 átomos de carbono, que sale de los plastidios hacia el citosol de la célula. La xantonina se convierte entonces en un aldehído de ABA por acción de una alcohol deshidrogenasa de cadena corta (ABA2 en Arabidopsis). Finalmente, este aldehído de ABA sufre un proceso de oxidación por una aldehído oxidasa de abscísico (AAO3) para dar lugar a la molécula de ácido abscísico.

## Catabolismo de ABA
Los niveles de ABA son regulados mediante un balance continuo entre sus formas activa e inactiva, lo que tiene gran importancia en la respuesta de la planta frente al estrés. Este balance se logra no solo gracias a la síntesis y al catabolismo de ABA, sino también a los procesos de conjugación y deconjugación. No obstante, la síntesis y el catabolismo son los principales mecanismos que participan en la regulación de los niveles de ABA dentro de la planta.
El catabolismo de ABA incluye los procesos de conjugación que inactivan la molécula de ABA. Los procesos de catabolismo incluyen dos rutas principales:

### Ruta oxidativa

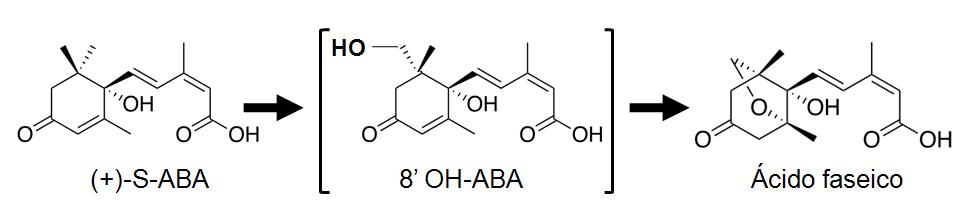
Catabolismo de ABA. Ruta oxidativa. El ABA se hidroxila en la posición 8' para generar un intermediario inestable que finalmente se convierte en ácido faseico. Véase texto para ampliación.

Generan ácido faseico y ácido dihidroxifaseico. Estos compuestos apenas poseen actividad. Se producen mediante la hidroxilación de la molécula de ABA en la posición C8' mediante monoxigenasas de tipo P-450 de la familia de CYP707A (ABA 8' hidroxilasas) para generar un intermediario inestable, el 8'-OH-ABA, que es isomerizado a ácido faseico. Aunque la 8' hidroxilación es la principal ruta catabólica, el ABA también puede ser hidroxilado en las posiciones 7' y 9'. En la fase de rehidratación tras un estrés hídrico se ha visto que mientras que los niveles de ABA disminuyen, los de ácido faseico aumentan.

### Conjugación

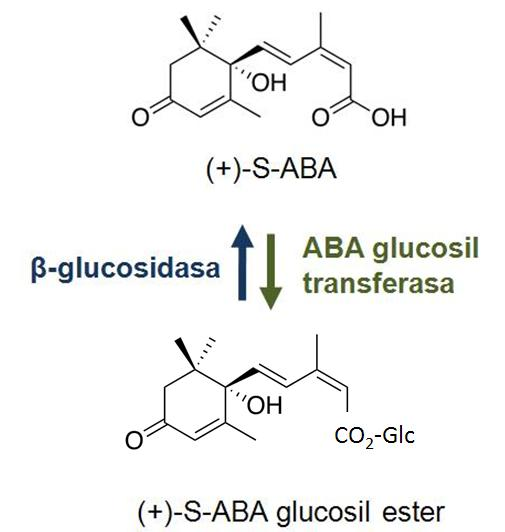
Catabolismo de ABA. Conjugación. El ABA puede conjugarse con glucosa por la acción de una glucosil transferasa para generar un glucosil éster de ABA, ABA-GE. Este proceso es reversible gracias a la acción de una β-glucosidasa, que libera ABA.

El ABA o sus metabolitos pueden ser inactivados mediante conjugación con otra molécula. El conjugado más común es el glucosil éster de ABA (ABA-GE), que se forma a través de una reacción de esterificación llevada a cabo por una glucosiltranferasa. Al contrario que la ruta oxidativa, la inactivación de ABA por conjugación con glucosa es un proceso reversible. La hidrólisis de ABA-GE la lleva a cabo una β-glucosidasa y resulta en la liberación de ABA. Además, la forma ABA-GE es no solo una forma de almacenamiento de ABA sino también de transporte. El ABA-GE se acumula en las vacuolas y en el apoplasto, pero se transporte al retículo endoplásmico en respuesta a deshidratación.

## Funciones del ácido abscísico
El ABA participa activamente en múltiples procesos fisiológicos de la planta, como son la maduración del embrión, la dormición de la semilla, crecimiento vegetativo y procesos relacionados con la tolerancia a estreses, tanto de tipo biótico como abiótico. La gran importancia del ABA dentro de la planta queda patente cuando se observa el papel que esta fitohormona ejerce sobre la expresión génica, habiéndose observado en experimento de microarrays (micromatrices) que el ABA es capaz de modificar el patrón de expresión de casi el 10 % de los genes de Arabidopsis. Es probable que en efecto, muchos de estos genes estén regulados por ABA.

### Funciones del ABA durante el crecimiento y desarrollo de la planta
El ABA se requiere para el control “fino” del crecimiento y desarrollo en condiciones normales sin estrés. Es especialmente importante en procesos que suceden en la semilla, como son la dormición y la maduración del embrión. La dormición de la semilla permite retrasar su germinación hasta que las condiciones del medio circundante son las óptimas para la supervivencia de la siguiente generación. El contenido en ABA de las semillas es generalmente bajo durante las etapas tempranas de la embriogénesis y alcanza máximos hacia la mitad del proceso para descender de nuevo posteriormente. Durante la maduración, existen dos picos (máximos) de acumulación de ABA, uno de origen materno que ocurre a los 9-10 DAF (days after flowering, días tras la floración), antes de la etapa de maduración y otro de origen embrionario a los 15-16 DAF. El pico de origen materno ayuda a prevenir la germinación prematura del embrión mientras que el pico de origen embrionario induce dormición y tolerancia la desecación, regulando la síntesis de proteínas que intervienen en estos procesos. Este incremento en los niveles de ABA viene determinado por aquellos procesos que influyen en su homeostasis (biosíntesis, transporte y catabolismo).
Durante la fase de embriogénesis, la semilla sufre un proceso de desecación que comporta la pérdida de hasta un 90% del contenido hídrico de la semilla, lo que lleva a esta a un estado latente de dormición. El embrión es capaz de tolerar esta situación gracias a la acumulación de solutos compatibles y proteínas dehidrinas y LEA (late embryogenesis abundant). Estas proteínas son pequeñas moléculas hidrofílicas que se acumulan de manera tardía en la semilla durante el proceso de embriogénesis, que retienen agua y protegen a las membranas y al resto de proteínas de daño que pudieran sufrir a causa de la disponibilidad limitada de agua. El ABA participa directamente en estos procesos, ya que es capaz de inducir la síntesis de proteínas LEA y, en consecuencia, proporcionar a la semilla tolerancia a la desecación.
La disminución de la cantidad de ABA en la semilla por su catabolismo libera a la semilla de esta dormición y permite su germinación. No obstante, como sucede en la mayoría de los procesos fisiológicos en plantas, el ABA no es la única fitohormona que participa en este proceso, sino que también lo hacen otras como las giberelinas, el etileno y los brasinoesteroides.
El ABA también posee un efecto inhibitorio del crecimiento de las raíces laterales bajo estrés salino.

### Funciones del ABA en el estrés abiótico
El papel del ABA en los mecanismos de tolerancia a estrés abiótico de la planta ha sido extensamente estudiado debido a que limita de manera importante la productividad de cultivos de importancia agronómica. El estrés abiótico con mayor incidencia es el déficit hídrico, condición ambiental relativamente frecuente en algunas zonas del planeta. La sequía no es el único estrés abiótico que ocasiona un déficit hídrico para la planta, sino que otro tipo de estreses abióticos como la salinidad, la congelación o las altas temperaturas también conllevan en última instancia un déficit hídrico.
Condiciones de elevada salinidad resultan en un déficit hídrico ya que el potencial hídrico del suelo (el agua disponible para la planta) desciende, pues el potencial osmótico de una solución salina es inferior al del agua, dificultando la absorción de agua por las raíces. Una elevada salinidad hace aumentar los niveles de ABA en la planta.
Las altas temperaturas incrementan las pérdidas de agua por transpiración, causando por consiguiente estrés hídrico en la planta.
La congelación ocasiona un estrés osmótico ya que la formación de cristales de hielo en los espacios extracelulares reducen el potencial hídrico resultando en la salida de agua de las células, que ocasiona plasmólisis y finalmente muerte celular.
El ABA ayuda a combatir el estrés hídrico por varios frentes. Cuando existe un estrés hídrico, los niveles de ABA en la planta se incrementan. El ABA es capaz de inducir el cierre de estomas para minimizar así las pérdidas de agua por transpiración. El cierre de estomas se lleva a cabo mediante cambios en el potencial de membrana y el flujo de iones, que conlleva alteraciones en el turgor de las células oclusivas y consecuentemente su cierre. No obstante, el cierre de estomas posee aspectos negativos como el menor intercambio gaseoso, afectando negativamente a la tasa fotosintética, traduciéndose en última instancia en una menor disponibilidad biológicas de fotoasimilados.
El ABA también induce la síntesis de solutos compatibles (osmolitos, moléculas generalmente pequeñas, solubles, sin carga e inocuas en altas concentraciones, no afectando así a la función celular, como prolina, glicina-betaína y trehalosa). Estos solutos hacen disminuir el potencial hídrico de las células, pudiendo así captar más agua circundante o retener la que poseen. Los solutos compatibles también incrementan la estabilidad e integridad de membranas y proteínas, evitando daño celular.
Si las condiciones de estrés hídrico se prolongan en el tiempo, se acumulan también algunas proteínas LEA que evitan la agregación de proteínas o ayudan en su plegamiento. Algunas de estas proteínas LEA también son inducidas por ABA.

### Funciones del ABA en el estrés biótico
La función del ABA en la resistencia a enfermedades es compleja de establecer debido a que varía dependiendo del tejido, la etapa del desarrollo de la planta y el tipo de interacción. A pesar de ello sí se puede señalar un patrón general que sugiere un papel estimulador del ABA en la defensa de la planta durante la etapa temprana de la infección, pero un papel mayoritariamente negativo en las etapas posteriores.
El papel del ABA durante las etapas pre-invasivas viene dado por su función en el cierre de estomas. Debido a su posición interfásica entre el interior de la planta (tejidos vegetales) y el exterior (ambiente), los estomas son una puerta de entrada para la colonización endofítica por algunos fitopatógenos, por ello el cierre de estomas dependiente de ABA es probable que funcione como una barrera de defensa pre-invasiva contra algunos patógenos virulentos.
El ABA también ejerce efectos en las etapas posteriores de una infección, bien suprimiendo la resistencia o promoviendo la susceptibilidad de la planta. Esto es debido al papel antagónico del ABA en relación con las hormonas principales que intervienen en la interacción planta-patógeno, como el jasmónico, el salicílico y el etileno.

## Transporte de ABA a través de la membrana
La capacidad del ABA para difundir a través de la membrana radica en su naturaleza de ácido débil. El ABA tiene un pKa de 4,7 lo que establece un equilibrio a este pH al cual la concentración de ABA en su forma protonada (ABA-H) es igual a la forma aniónica no protonada (ABA-). Así pues a pH 4,7 el 50 % del ABA está en forma de ABA-H y el otro 50 % en forma de ABA-. Pero el citosol presenta un pH más alcalino (7,2-7,4), y el ABA se encuentra mayoritariamente en su forma aniónica ABA- (hasta 1000 veces más concentrado que el ABA-H) y es incapaz de difundir a través de la membrana plasmática. Cuando el pH disminuye (más ácido) la forma protonada ABA-H es la forma predominante, y esta sí que es capaz de difundir a través de la membrana sin necesidad de transportador. El pH de 5 a 6,1 del apoplasto implica que entre el 40 y el 50 % del ABA se encuentre en la forma difusible ABA-H, mientras que al otro lado de la membrana plasmática, el pH más alcalino, hace que la forma ABA- sea la mayoritaria, mientras que el ABA-H representa sólo el 0,2 % del ABA. Así pues, en condiciones normales, la mayoría de las moléculas de ABA-H del apoplasto que atraviesan la membrana plasmática hacia el citosol serán desplazadas a su forma iónica (ABA-). El citosol consigue así permanecer con un constante déficit de la forma ABA-H.
No obstante, durante situaciones de estrés, la fuerte alcalinización del apoplasto ralentizaría el proceso de difusión simple del ABA hacia el citosol. Este hecho, unido a la dificultad del transporte de ABA desde el citosol al apoplasto para su transporte a células diana, hace necesaria la existencia de transportadores. La identificación de transportadores de ABA en membranas de células diana, tales como las membranas de las células oclusivas, ha resuelto el problema de cómo el ABA consigue penetrar en las células cuando el transporte pasivo disminuye en condiciones de estrés. Uno de los importadores de ABA es ABCG40 descrito por Kang et al, 2010. La expresión de ABCG40 no es específica de tejido y su producto se localiza en las membranas celulares. Otros importadores como ABCG22 codifican para transportadores que se expresan principalmente en células oclusivas. También la salida de ABA al espacio intercelular es mediada por transportadores como ABCG25, que se expresa principalmente en tejidos vasculares, lugar de síntesis principal de ABA.

## Modo de acción del ABA
Los efectos que el ABA lleva a cabo en la planta se realizan a través de la ruta de señalización de ABA en la que intervienen receptores PYR/PYL/RCAR, fosfatasas 2C del grupo A (PP2C) y kinasas SnRK2.

## Papel del ABA en la evolución de las plantas
A pesar de su papel sumamente importante y conocido en plantas superiores, el ABA no es un compuesto específico de este grupo sino que se encuentra presente en un amplio rango de organismos, desde procariotas a animales pasando por hongos, protozoos y algas. Este hecho hace pensar de manera inmediata en un origen ancestral del ABA y en una función más o menos conservada como modulador de respuesta celular a señales ambientales.
Los diversos componentes que conforman el núcleo de la ruta de señalización de ABA en Arabidopsis (receptores PYR/PYL/RCAR, fosfatasas 2C del grupo A (PP2C) y kinasas SnRK2) se encuentran conservados en plantas terrestres y habrían desempeñado un papel clave en la colonización del medio terrestre por parte de las plantas, desarrollando una compleja red específica de señalización clave para sobrevivir a las limitaciones de agua existentes en los hábitat no acuáticos.